# Hamesha
Pour plus de détails, voir Fiche technique et Distribution.
Hamesha (hindi : हमेशा, français: Éternellement) est un film indien de Bollywood réalisé par Sanjay Gupta en 1997, avec Saif Ali Khan, Kajol, Aditya Pancholi, Aruna Irani et Kader Khan. Ce film dramatique traite de la réincarnation.

## Synopsis
Raja (Saif Ali Khan) et Yash Vardhan (Aditya Pancholi) sont deux amis d'enfance. Bien que Raja soit issu d'un milieu modeste et Yash d'une famille aisée, ils se considèrent comme des frères. Rani Sharma (Kajol) entre dans leurs vies et tous deux en tombent amoureux. Mais c'est Raja que Rani choisit et leur amour est si fort qu'ils font le vœu d'être éternellement ensemble. Yash, fou de jalousie, met fin de façon tragique à leur idylle... Plusieurs années s'écoulent, Yash est resté célibataire et vit avec sa mère, Dai Ma (Aruna Irani). Sa route croise alors celle de Reshma (Kajol) qui est le sosie de Rani, ainsi que celle de Raju (Saif Ali Khan) qui ressemble trait pour trait à Raja... 

## Fiche technique
- Titre : Hamesha
- Titre original : हमेशा
- Réalisateur : Sanjay Gupta
- Scénariste : Sanjay Gupta
- Musique : Anu Malik, Salim Merchant et Sandeep Shirodkar
- Photographie : Kabir Lal
- Production : G. P. Sippy, Vijay Sippy
- Société de production : NH Studioz
- Pays :  Inde
- Langue : Hindi
- Genre : Action, drame et romance
- Durée : 145 minutes
- Sortie : 12 septembre 1997

## Distribution
- Saif Ali Khan : Raja / Raju
- Kajol : Rani Sharma / Reshma
- Aditya Pancholi : Yash Vardhan
- Aruna Irani : Dai Ma
- Kader Khan : Oncle de Raju